# Gare de Barcelone-Sant Andreu
La gare de Barcelone-Sant Andreu (en catalan : estació de Sant Andreu) (anciennement nommée Barna-San Andrés et Sant Andreu Comtal) est un gare ferroviaire espagnole de la ligne de Barcelone-Sant Andreu à Cerbère situé dans le district de Sant Andreu, sur le territoire de la commune de Barcelone, dans la comarque de Barcelonès, dans la province de Barcelone, en Catalogne. 
Elle mise en service en 1854 par Caminos de Hierro de Barcelona a Granollers. C'est une gare d'Administrador de infraestructuras ferroviarias (ADIF) desservie par les trains des lignes R2, R2 Nord et R11.

## Histoire

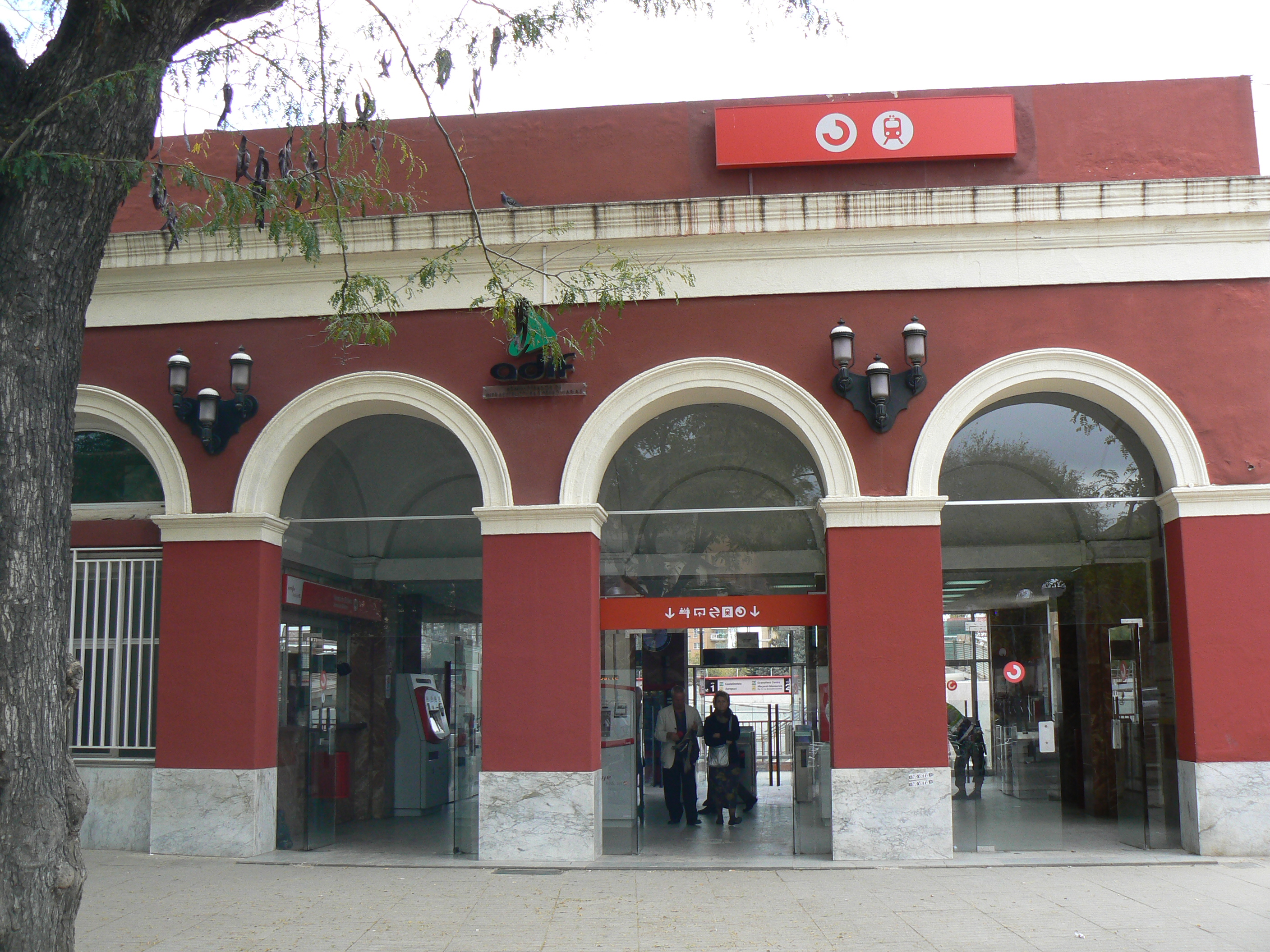
Ancienne gare

La gare de la ligne de Granollers est entrée en service en 1854 lors de l'ouverture du tronçon entre Barcelone (gare de Granollers, aujourd'hui remplacée par la gare de Barcelone-França) et Granollers Centre par Caminos de Hierro de Barcelona a Granollers,,.
La gare est fermée le 3 décembre 2022 dans le cadre des travaux de la nouvelle gare Sagrera TAV. Elle est remplacée, le 11 décembre, par une nouvelle gare souterraine construite dans un faux tunnel 50 m à l'est de la précédente gare,.

### Fréquentation
En 2016, la fréquentation annuelle de la gare était de 764 000 voyageurs.

## Service des voyageurs

### Intermodalité
Elle est desservie par la station Sant Andreu de la ligne L1 du métro.